# 沈佳妮
沈佳妮（1983年5月22日—），上海人，中国女演员，退役艺术体操运动员。其丈夫是演员朱亚文。

## 2007年強逼裸戲事件
2007年沈佳妮揭露《西干道》導演強逼裸戲，牽起社會關注中国內地娱乐圈乱象。